# São João das Abadessas
São João das Abadessas (em catalão e oficialmente: Sant Joan de les Abadesses; em castelhano: San Juan de las Abadesas) é um município da Espanha na comarca de Ripollès, província de Girona, comunidade autónoma da Catalunha. Tem 53,7 km² de área e em 2021 tinha 3 250 habitantes (densidade: 60,5 hab./km²).
O município tem três colônias industriais: Colônia Llaudet, Colônia Espona e Colônia Jordana.

## Demografia
| Variação demográfica do município entre 1991 e 2006[carece de fontes?] | Variação demográfica do município entre 1991 e 2006[carece de fontes?] | Variação demográfica do município entre 1991 e 2006[carece de fontes?] | Variação demográfica do município entre 1991 e 2006[carece de fontes?] |
| ---------------------------------------------------------------------- | ---------------------------------------------------------------------- | ---------------------------------------------------------------------- | ---------------------------------------------------------------------- |
| 1991                                                                   | 1996                                                                   | 2001                                                                   | 2004                                                                   |
|                                                                        | 3896                                                                   | 3794                                                                   | 3566                                                                   |